# Raïon de Vournary
Le raïon de Vournary (russe : Вурнарский район, tchouvache : Вăрнар районĕ) est l'un des vingt et un raïons de la république de Tchouvachie en Russie.

## Description
Son centre administratif est Vournary. Les autres villages sont Algazino, Apnerij, Azim Sirma, Bourmankasij, Kalinino, Kolzovka et Sanarpozij.

## Géographie
Le raïon se trouve au centre de la république autonome et a ses limites avec le raïon Alikovski au nord, le raïon Ibresinskij au sud, le raïon Kanachski à l'est et le raïon Choumerlinski à l'ouest.

## Démographie
| Année      | 1993   | 1997   | 2001   | 2002   | 2005   | 2009   | 2010   |
| ---------- | ------ | ------ | ------ | ------ | ------ | ------ | ------ |
| Population | 44 900 | 31 000 | 43 600 | 41 417 | 40 700 | 39 439 | 35 850 |